# Bánk Bár-Kalán
Bánk Bár-Kalán (in ungherese Bárkalán nembéli Bánk; ... – dopo il 1222) fu un influente nobile ungherese vissuto a cavallo tra il XII e il XIII secolo che ricoprì la carica di palatino d'Ungheria dal 1212 al 1213, di giudice reale dal 1221 al 1222 e di bano di Slavonia tra il 1208 e il 1209 e nel 1217.
Fu altresì ispán di almeno otto comitati nei primi decenni del XIII secolo. Stando a un resoconto di epoca successiva, il fratello della regina Gertrude di Merania violentò la moglie di Bánk, circostanza che causò il suo assassinio nel 1213. Il personaggio storico coincide con il protagonista dell'opera teatrale Bánk bán di József Katona e dell'opera omonima di Ferenc Erkel.

## Biografia

### Origini
Secondo la Chronica Picta del XIV secolo e la Ungarnchronik di Enrico di Mügeln, Bánk (Banc o Banco) egli discendeva dalla famiglia dei Bár-Kalán, ma i suoi legami di parentela restano sconosciuti. Legati alle più antiche discendenze ungheresi, i Bár-Kalán si consideravano eredi di Ond, uno dei sette capitribù magiari che condusse i propri conterranei nell'ambito della conquista del bacino dei Carpazi alla fine del IX secolo. Lo storico János Karácsonyi ha espresso dubbi riguardo l'autenticità di questi dati, poiché i feudi della famiglia si trovavano principalmente nei comitati di Baranya, Csongrád e Strigonio, ma Bánk possedeva dei domini nell'altra parte del regno, nei comitati di Szabolcs, Sáros e Gömör. Sulla base di ciò, anche lo storico Attila Zsoldos ha messo in dubbio la sua appartenenza alla stirpe dei Bár-Kalán. Al contrario, lo storico Tamás Körmendi ha sostenuto che Bánk acquisì queste ultime terre tramite donazioni reali del re Andrea II d'Ungheria per il suo servizio alla corte, il che non esclude che avesse accumulato ricchezze altrove in Ungheria.
Il matrimonio di Bánk con una donna dal nome ignoto generò una figlia che maritò un certo Simone. La storiografia meno recente ha identificato il genero di Bánk con Simone Kacsics, un possibile complice dell'assassinio della regina Gertrude. Tuttavia, come ha dimostrato lo storico Gyula Pauler, mentre Simone Kacsics aveva dei discendenti (il suo ultimo discendente noto era ancora vivo nel 1299), il genero di Bánk, un certo Simone, menzionato in una carta reale di Stefano V del 1270, e che probabilmente partecipò anche all'omicidio della regina Gertrude, morì senza eredi.

### Palatino
Fino all'inizio del XIX secolo, diversi storici ungheresi identificarono erroneamente Bánk Bár-Kalán e il suo contemporaneo Benedetto, figlio di Korlát, come una sola persona, basandosi sull'errata conclusione che il nome "Bank" fosse considerato una versione di Benedetto. Tuttavia, le due persone compaiono nel medesimo frangente storico in più di cinque documenti, motivo per cui l'identificazione può essere esclusa. Un simile errore ha avuto un effetto a lungo termine nella cultura popolare e nella letteratura ungherese (come si spiegherà più avanti) e persino nella storiografia russo-ucraina per quanto riguarda la storia della Rus' di Kiev.
Bánk arrivò a corte sotto il re Emerico e viene menzionato per la prima volta come ispán del comitato di Újvár nel 1199. È plausibile che avesse sostenuto il monarca nell'ambito della sua lotta per il potere contro il fratello minore Andrea, duca di Slavonia. Quando Emerico catturò Andrea vicino a Varasdino nell'ottobre del 1203, Bánk fu nominato poi ispán del comitato di Zala, che allora apparteneva al regno del duca.
Nonostante il suo precedente allineamento politico, Bánk riuscì a mantenere la sua influenza e il suo potere dopo che Andrea II salì al trono ungherese nel 1205. Viene menzionato di nuovo come ispán del comitato di Újvár nel 1206. Bano di Slavonia dal 1208 al 1209, ricoprì la carica di ispán del comitato di Bihar, uno dei più importanti di quel periodo, dal 1209 al 1212. Oltre a ciò, svolse anche la funzione di conte (capo) della corte della regina Gertrude dal 1210 al 1212. In questa veste, Bánk ("Banko") partecipò alla campagna militare ungherese condotta contro il principato di Galizia nell'estate del 1211, quando Andrea II intendeva ripristinare l'infante Danilo Romanovič al trono galiziano su richiesta ospite di un gruppo di boiardi. In seguito, Bánk raggiunse l'apice della sua carriera, servendo come palatino d'Ungheria dal 1212 al 1213. Oltre a ciò, fu anche ispán dei comitati di Keve (1212) e di Pozsony (1212-1213). Durante il suo mandato, giudicò le cause legali nei comitati di Szatmár e di Bihar.
Dopo l'assassinio della regina Gertrude nel settembre 1213, Bánk scompare dalle fonti per quattro anni. Fu sostituito come palatino nel 1213 stesso, ma riuscì a mantenere la carica di ispán del comitato di Pozsony per un breve periodo. Bánk riacquistò influenza quando Andrea II partecipò alla quinta crociata in Terra Santa. Fu insediato come bando di Slavonia nel 1217. È possibile che avesse ricoperto tale funzione pure nel 1218, almeno stando a uno statuto reale dalla dubbia autenticità. Andrea II definì Bánk «il nostro fedele barone» (in latino fidelis baro noster) nel 1218. Bánk prestò servizio come giudice reale dal 1221 alla prima metà del 1222. Oltre a ciò, fu anche ispán del comitato di Albareale (1221-1222), e ispán del comitato di Bodrog (1222). Insieme al suo vice Benedetto, Bánk presiedette i vertici giudiziari locali per i servitori reali (un ceto sociale del medioevo magiaro) dei comitati di Újvár, Szabolcs e Borsod nell'Ungheria nord-orientale a cavallo tra il 1221 e il 1222, come dimostrano le note del Regestrum Varadinense, che possono essere considerate come precursori delle successive assemblee palatine regolari (in latino generalis congregatio), secondo gli storici Ilona Bolla, István Tringli e Attila Zsoldos. Bánk perse le sue posizioni quando gli oppositori di Andrea, un gruppo di antichi signori sostenitori di Emerico, presero il potere sul consiglio reale. Svolse la funzione di ispán del comitato di Újvár per la terza volta nella seconda metà del 1222, dopo che Andrea II riassunse il controllo del regno.
Nel corso dei decenni, Bánk beneficiò di numerose donazioni in termini di feudi. Grazie a ciò, acquisì Zsurk nel comitato di Szabolcs nel 1212. Acquisì il possesso di due insediamenti chiamati Lónya nel comitato di Bereg. Possedeva pure dei feudi, Csoma e Gortva, nel comitato di Gömör (rispettivamente le attuali Čamovce e Gortva, in Slovacchia) e Újfalu e Jernye nel comitato di Sáros (le moderne Chminianska Nová Ves e Jarovnice in Slovacchia, nell'ordine).

### Assassinio della regina Gertrude
(Chronica Picta)
Quando Andrea II lasciò l'Ungheria per una nuova campagna contro la Galizia, un gruppo di nobili ungheresi, guidati da Pietro, figlio di Töre, approfittando dell'assenza del re, attaccò e assassinò la regina Gertrude e molti dei suoi cortigiani sui Monti Pilis il 28 settembre 1213. I nobili ungheresi erano contrari al favoritismo della regina Gertrude nei confronti del suo entourage tedesco, stando a quanto riferito da alcune fonti contemporanee. Due carte della corona di Béla IV d'Ungheria narrano che Bánk Bár-Kalán aveva partecipato all'assassinio. Nel 1240, Béla IV donò le vecchie terre di Bánk, Csoma e Gortva a un certo Gecse Türje. Sempre secondo il documento, Bánk aveva perso quei feudi per «il suo peccato di alto tradimento», poiché «aveva cospirato per assassinare la nostra carissima madre [Gertrude] — perse tutti i suoi beni, non proprio ingiustamente, perché avrebbe meritato una vendetta più severa in base al giudizio che il buon senso aveva motivato su di lui». Quando Béla concesse le proprietà terriere di Újfalu e Jernye a Merse, figlio di Benedetto (antenato della prestigiosa famiglia dei Szinyei Merse) nel 1262, il re attestò altresì che quelle proprietà erano state confiscate alla corona dal «nostro sleale, il bano Bánk». Secondo una carta reale di Stefano V del 1270, le terre del genero di Bánk, Simon, nei comitati di Bereg e Szabolcs, furono confiscate anche prima di allora.

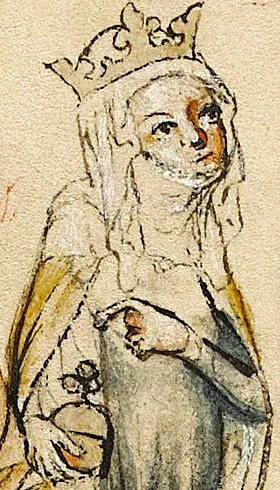
La regina Gertrude di Merania come raffigurata nel Codice di Edvige, realizzato nella metà del XIV secolo

La Cronaca rimata austriaca ("Chronicon rhythmicum Austriacum") è la più antica opera di cui si ha conoscenza a testimoniare la presunta ricostruzione secondo cui l'arcivescovo Bertoldo di Caloccia, fratello di Gertrude, violentò la moglie di Bánk, circostanza che portò all'immediato assassinio della regina. Secondo questa narrazione, Bánk guidò i cospiratori e pugnalò personalmente Gertrude con una spada. La cronaca fu compilata da un chierico ungherese nell'abbazia di Klosterneuburg, in Bassa Austria, intorno al 1270. La cronaca afferma che Béla IV ordinò di massacrare tutti i partecipanti all'assassinio, dopo essere salito al trono ungherese nel 1235. Il suo testo fu utilizzato dagli Annali domenicani di Vienna ("Annales Praedicatorum Vindobonensium") alla fine del XIII secolo. Inoltre, gli annali ricorsero pure ad altre fonti, poiché, a differenza della Cronaca rimata austriaca, si menziona il presunto nome tedesco di Bánk ("Prenger") e la data esatta dell'assassinio. Anche la Chronica Picta del XIV secolo riferì della vicenda, fornendo di fatto un contributo decisivo nell'acclarare la storia nella tradizione storiografica di epoca successiva, oltre che nella letteratura e nella cultura ungherese.
Il fatto che Bánk avesse ricoperto incarichi a corte anche dopo l'assassinio mette in dubbio l'autenticità dei resoconti sopra descritti, o almeno il suo ruolo così importante nel complotto. Lo storico Gyula Pauler ha ipotizzato che Bánk fosse riuscito a sopravvivere alla successiva rappresaglia, perché Andrea II non era abbastanza forte da punire uno dei baroni più potenti, mentre il principale responsabile del decesso, Pietro, figlio di Töre, fu giustiziato. Stando a János Karácsonyi, Bánk fomentò la cospirazione, ma non fu la mente del crimine. Lo storico Erik Fügedi ha sostenuto che Bánk fosse il membro più autorevole della cospirazione, tanto che nei decenni successivi ampliò i suoi poteri e finì quindi per diventare, agli occhi dell'opinione pubblica, l'esecutore e l'ideatore dell'assassinio nelle narrazioni successive. Lo storico Pál Engel ha immaginato che Andrea II non avesse altra opzione che essere indulgente in quanto sostenuto da non più di un nugolo di aristocratici, motivo per cui solo l'assassino materiale, Pietro, finì impalato. Pauler ha pensato che il duca Béla convinse suo padre a punire gli assassini della sua defunta madre, tra cui Bánk, dopo che Andrea fu costretto ad autorizzare suo figlio a rivedere le sue precedenti concessioni terriere nel 1228. In quell'anno, il duca Béla confiscò i feudi di due nobili, i fratelli Simone e Michele Kacsics, che furono anche accusati di aver tramato contro la regina Gertrude. Tamás Körmendi ha sottolineato che la storiografia della fine del XIX secolo considerava erroneamente Andrea II un sovrano debole. Körmendi sostenne che Bánk fu accusato di essere coinvolto nell'assassinio solo tra il 1222 e il 1240. Insieme ad altri aristocratici accusati (Simone Kacsics, Michele Kacsics e il genero di Bánk, Simone), è presumibile che Bánk sia stato vittima di intrighi di potere e purghe politiche, e accusato di cospirazione puramente per motivi politici, mentre Pietro, figlio di Töre, trucidò effettivamente la regina.

## Influenza culturale
La storia di Bánk, ricostruita come detto nella Chronica Picta, ispirò molti cronisti e autori successivi in Ungheria, ad esempio il Chronicon Posoniense del 1350 ("Cronaca di Presburgo", la moderna Bratislava, in Slovacchia) e l'opera di Giovanni di Thurocz, la Chronica Hungarorum (1480). Antonio Bonfini, lo storico di corte del re Mattia Corvino, ampliò la storia nella sua cronaca Rerum Ungaricarum decades ("Dieci volumi di questioni ungheresi") tra 1490 e 1500. Bonfini combinò gli eventi con la crociata condotta da Andrea quattro anni dopo. Di conseguenza, Bánk si presentò nell'accampamento reale in Terra Santa, dove confessò l'omicidio. In seguito, Andrea lo assolse, perché aveva appreso del "peccato" di sua moglie che aveva causato il suo assassinio. Basandosi sull'opera di Bonfini, il cronista transilvano del XVI secolo András Valkai ultimò nel 1567 il primo poema epico in lingua ungherese con il titolo "Az Nagysagos Bank Bannak Historia". Gáspár Heltai tradusse la storia anche in ungherese nella sua opera Chronica az magyaroknak dolgairól nel 1575.

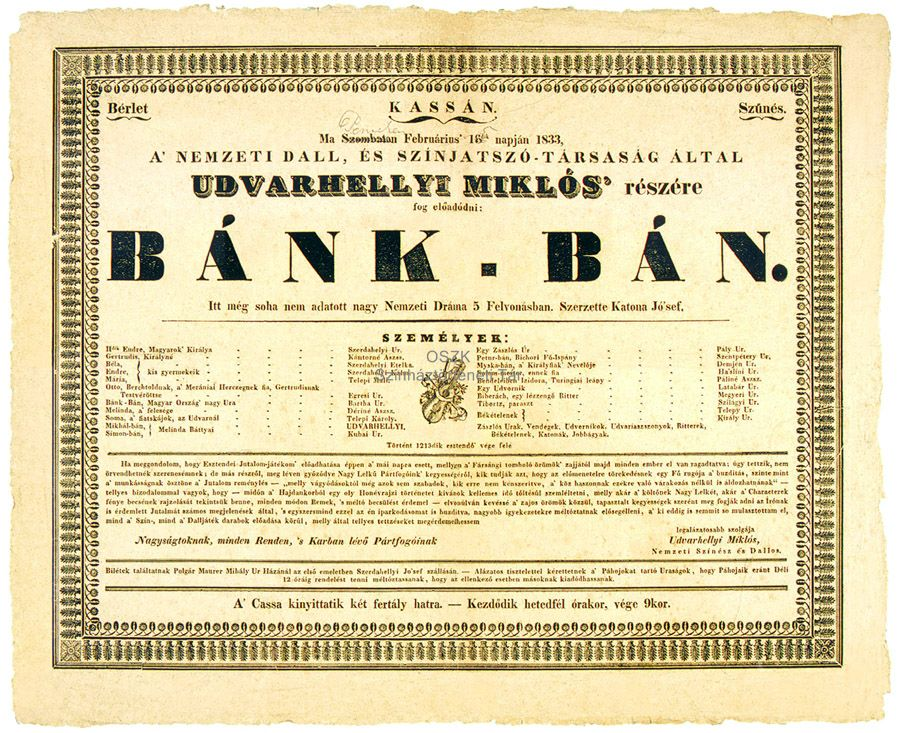
Première dello spettacolo teatrale Bánk bán nel 1833

La cronaca del Bonfini fu tradotta anche in tedesco nel 1545, circostanza la quale permise alla storia di Bánk di diffondersi anche in aree di lingua tedesca. Il poeta Hans Sachs scrisse una tragedia dedicata a Ban Bánk dal titolo Andreas der ungarisch König mit Bankbano seinem getreutem Statthalter nel 1561, aggiornando la storia alla sua epoca in alcuni punti (ad esempio, l'apparizione dell'impero ottomano come nemico e le tesi della Riforma protestante). Anche il drammaturgo inglese George Lillo elaborò la storia, ma modificò la trama in diversi punti della sua opera teatrale Elmerick del 1739. Il poeta tedesco Ludwig Heinrich von Nicolay scrisse una ballata popolare sulla vicenda intorno al 1795, mentre Johann Friedrich Ernst Albrecht creò un poema drammatico (Der gerechte Andreas) nel 1797. Indipendentemente dall'opera teatrale di Katona e dalle sue opere derivate, il drammaturgo austriaco Franz Grillparzer scrisse la sua tragedia storica sull'argomento (Ein treuer Diener seines Herrn) nel 1826.
József Katona curò la prima edizione della sua opera teatrale Bánk bán nel 1814, rielaborandone completamente il testo nel 1819, che fu stampato per la prima volta nel 1820. La sua prima rappresentazione, tuttavia, ebbe luogo solo nel 1833. Katona utilizzò principalmente i testi di Bonfini, Sachs, Valkai e Heltai. Nonostante l'iniziale disinteresse per il suo lavoro, l'opera teatrale di Katona finì per diventare il simbolo della rinascita nazionale ungherese; fu presentata alla vigilia della rivoluzione ungherese del 1848. Basandosi sul lavoro di Katona, Ferenc Erkel compose un'opera in 3 atti con lo stesso nome, utilizzando anche il libretto di Béni Egressy. La prima rappresentazione dell'opera ebbe luogo al teatro Pesti Nemzeti Magyar Szinház a Pest il 9 marzo 1861. Il Bánk bán è stato definito dagli studiosi come un'opera nazionale della storia ungherese musicale e non.
Nella commedia e nell'opera, il personaggio di Bánk si presenta come un eroe tragico e "difensore" degli interessi nazionali ungheresi contro l'"oppressiva" regina Gertrude e i suoi cortigiani stranieri. Fin dall'inizio del XIX secolo la storiografia presupponeva ancora l'identità tra Bánk e il suo contemporaneo Benedetto, figlio di Korlát, Katona battezzò Bánk quale «figlio di Corrado» e modellò il comportamento e le sembianze della sua moglie fittizia Melinda sulla «bellissima» dama di corte Tota, sposa di Benedetto. Poiché Tota apparteneva alla famiglia dei Nagymartoni, di origine aragonese, Katona ricondusse erroneamente "Melinda" alla parentela. Nella sua opera, i fratelli di Melinda, i bani Michele e Simone di Boioth vengono ritenuti di origine spagnola ed entrambi sono coinvolti nell'assassinio. Tale informazione viene estrapolata sulla base del fatto che un'altra coppia di fratelli, Simone e Michele Kacsics, furono realmente implicati nel misfatto. Nel lavoro teatrale di Katona, un altro fratello di Gertrude, Ottone, che violentò la moglie di Bánk, al posto dell'arcivescovo Bertoldo. In realtà, Ottone non soggiornò mai in Ungheria.